# Abanuea
Abanuea é uma ilha do Kiribati, sendo uma subdivisão de Tarawa.